# Direction générale de la sécurité intérieure
Die Direction générale de la sécurité intérieure (DGSI, deutsch Generaldirektion für innere Sicherheit) ist der Inlandsgeheimdienst der französischen Regierung. Er ist dem Innenministerium unterstellt und entstand am 30. April 2014 aus der Direction centrale du renseignement intérieur. Die Zentrale der DGSI befindet sich in der am nordwestlichen Rand von Paris gelegenen Stadt Levallois-Perret.

## Geschichte
Die DCRI entstand am 1. Juli 2008 durch den Zusammenschluss der Direction de la surveillance du territoire und der Direction centrale des renseignements généraux.
Am 2. Juli 2008 wurde Bernard Squarcini als erster Chef der Behörde vom französischen Präsidenten Nicolas Sarkozy ernannt.
Am 30. Mai 2012 ersetzte ihn François Hollande durch den bisherigen Stellvertreter Patrick Calvar.

## Leitung
Diese Liste wird periodisch von Wikidata aus durch diesen Bot automatisch generiert. Manuelle Bearbeitungen werden beim nächsten Update gelöscht!

## Auftrag
Der Geheimdienst kümmert sich um:
- Gegenspionage
- Terrorismus-Abwehr
- Bekämpfung von Cyberkriminalität
- Überwachung möglicherweise gefährlicher Gruppen, Organisationen und sozialer Phänomene.[6]
- Die Einträge in der Fiche S (deutsch Erkennungsdienstliche Kartei S), einer Datenbank der französischen Sicherheitsbehörden, werden Gefährder gelistet. Das „S“ steht für Sûreté de l'État (deutsch Staatssicherheit).

## Kontroverse um Wikipedia-Artikel
Nach Ansicht der DGSI beinhalte die französische Version des Artikels über die militärische Funkstation Pierre-sur-Haute Geheimnisse, deren Veröffentlichung unter Strafe steht. Bereits im März 2013 wandte sich der Geheimdienst darum an die Wikimedia Foundation. Wie die zuständige Justiziarin Michelle Paulson erwiderte, beinhalte der Eintrag keinerlei Informationen, die nicht auch an anderer öffentlicher Stelle bereits zu finden seien. Nach dieser Absage drohte die DCRI einem französischen Wikipedia-Administrator im April 2013 mit Untersuchungshaft und ernsten strafrechtlichen Konsequenzen. Der Administrator entfernte den Artikel, obwohl er nie ein Autor des Textes war. Ein Administrator außerhalb Frankreichs stellte den Artikel wieder ins Netz. Da der Geheimdienst sich weigerte zu erklären, um welche Textpassagen es sich konkret handelt, sind zum aktuellen Zeitpunkt alle Textversionen unzensiert verfügbar.